# Die Knopp-Trilogie

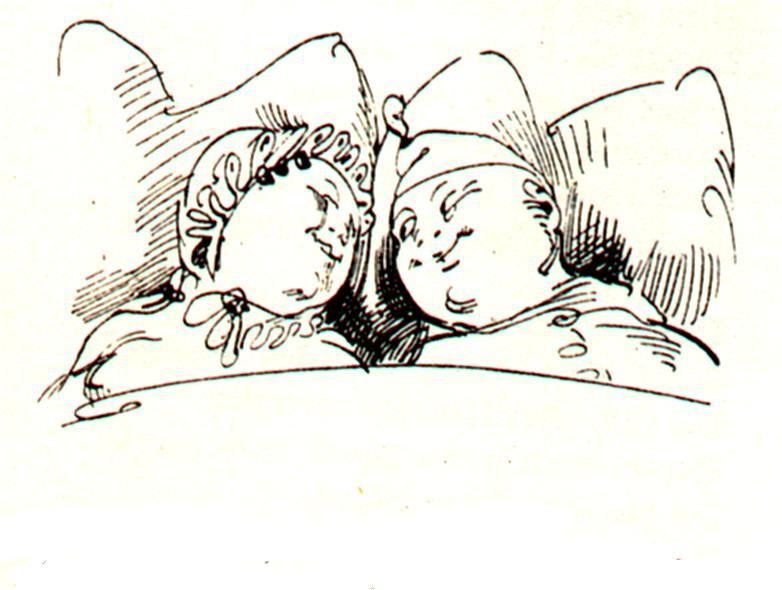
Wilhelm Busch: Frau und Herr Knopp

Die Knopp-Trilogie ist nach Max und Moritz eines der bekanntesten Werke von Wilhelm Busch. Der Zweizeiler Vater werden ist nicht schwer / Vater sein dagegen sehr stammt aus dieser Trilogie.
Die Trilogie besteht aus drei Teilen: Abenteuer eines Junggesellen war der erste Teil, deren Fortsetzungen als Herr und Frau Knopp 1876 und Julchen 1877 erschien. Erstmals ist hier der Bürger nicht Opfer handlungsstarker Plagegeister, wie es in Max und Moritz oder Hans Huckebein, der Unglücksrabe der Fall war, sondern durchgängig die handelnde Hauptperson.

## Hintergrund

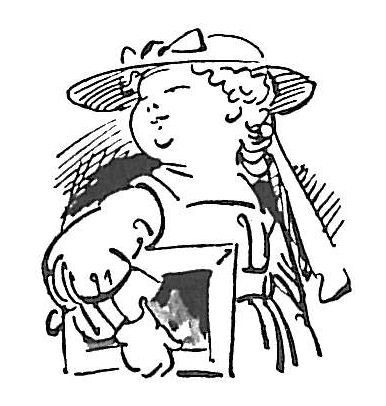
Einzelszene aus Julchen

Das Werk entstand in den 1870er Jahren und fällt damit in die mittlere Schaffensphase von Wilhelm Busch. Nach Ansicht seines Biographen Berndt Wessling hat Wilhelm Busch sich mit dieser Trilogie auch den eigenen Wunsch nach einer Ehe vom Leib geschrieben. Seine Versuche, mit einer Frau eine langfristige Verbindung einzugehen, waren alle zuvor gescheitert. Die von ihm verehrte Johanna Keßler war verheiratet; die Brieffreundschaft mit der holländischen Dichterin Marie Anderson endete, nachdem sich die beiden persönlich begegneten.
Wilhelm Busch lebte zu der Zeit in Lebensumständen, die in einzelnen Merkmalen denen seines Helden Tobias Knopp entsprachen. Er fand seine Haushälterin in seiner Schwester Fanny, die mit dem Pastor Hermann Nöldeke verheiratet war. In Wiedensahl hatte er zuerst im Elternhaus gewohnt und war dann zur Familie seiner Schwester gezogen. An Marie Anderson schrieb er: Ich werde nie heiraten … Bei meiner Schwester habe ich es nun auch gut.

## Inhalt
Tobias Knopp ist der Prototyp des wohlhabenden Spießers. Zu Beginn des ersten Teils der Trilogie lässt Wilhelm Busch seinen Helden Tobias Knopp der eigenen Vergänglichkeit gewahr werden:
Rosen, Tanten, Basen, Nelken

Sind genötigt zu verwelken;

Ach – und endlich auch durch mich

Macht man einen dicken Strich
Von der Möglichkeit, eines Tages unbetrauert sterben zu müssen, überwältigt, beschließt er, sich durch Heirat eine trauernde Hinterbliebenschaft zu sichern:
Dieses ist ja fürchterlich

Also Knopp, vermähle dich.
Um der Leere seines Daseins zu begegnen, geht Tobias Knopp im ersten Teil der Trilogie auf Brautschau und besucht seine alten Freunde, die er durchgängig in wenig beneidenswerten ehelichen Verhältnissen vorfindet:
- Knopps ehemals große Liebe Adele, die sich jedoch so verändert hat, dass sie für ihn unattraktiv geworden ist.
- Knarrtje, der, als er und Knopp ins Haus gehen, erkennt, dass ihn seine Frau betrügt, worauf er sie verprügelt.
- Rektor Debisch, der seinen Sohn Kuno, nachdem dieser den Wein ausgetrunken und durch Wasser aus der Regentonne ersetzt hat, zwar empört aus dem Zimmer schickt, aber sonst keinerlei Konsequenz zieht.
- Meister Druff, der seinen Sohn mittels Prügelstrafe erzieht, was jedoch nicht verhindert, dass Knopp das Opfer seiner Streiche und zum Gespött des gerade stattfindenden Schützenfestes wird.
- Der ehemals so lustige Babbelmann, der im Beisein seiner erzkatholischen Frau nichts zu sagen hat und ihr zuliebe die ganze Woche verplant.
- Plünne, der mit der Erziehung seiner Kinder überfordert ist, sodass sie ungefragt machen, was sie wollen.
- Mücke, der seine Frau betrügt und den nichtsahnenden Knopp den ihm zugedachten Schlägen seiner Frau aussetzt.
- Sauerbrot, der den Tod seiner Frau feiert, da er ihre ständigen Forderungen und Wünsche nach neuen Kleidern und Unterhaltung nicht ertragen hat. Als sie sich als scheintot entpuppt, erstarrt er vor Schreck zu Eis und fällt tot um.
- Piepo, in dessen Tochter sich Knopp verliebt. Am nächsten Morgen aber stolpert er auf dem Weg von der Toilette zu seinem Zimmer, wodurch er sich vor ihr entblößt. Blamiert flieht er durch das Fenster.

Da ihn auch das Beispiel des einsam lebenden Eremiten nicht überzeugt, macht er nach Hause zurückgekehrt kurzerhand seiner Haushälterin Dorothea Lickefett (Dorothee, als Frau Knopp dann Doris genannt) einen Heiratsantrag, der nach Meinung von Buschs Biografen Joseph Kraus der kürzeste der deutschen Literaturgeschichte ist:
Mädchen, – spricht er – sag mir ob –

Und sie lächelt: Ja, Herr Knopp!
Zum neuen Lebensinhalt wird Tochter Julchen. Und nachdem Tobias Knopp ein zufriedenes Eheleben lang von einer Mahlzeit zur anderen duselt und schließlich auch seine Tochter verheiratet hat, wird sein Leben wieder gänzlich bedeutungslos:
Knopp der hat hienieden nun

Eigentlich nichts mehr zu tun. –

Er hat seinen Zweck erfüllt. –

Runzlich wird sein Lebensbild.

## Adaptionen
Günter Nehm schrieb die Knopp-Trilogie so um, dass sie komplett aus Schüttelreimen besteht.
Die Alfa-Film-Produktion Göttingen und EOS-Film aus Bad Sachsa produzierten 1949/1950 mit Tobias Knopp – Abenteuer eines Junggesellen den ersten abendfüllenden Trickfilm Nachkriegsdeutschlands.

## Ausgaben
- Wilhelm Busch: Die Knopp-Trilogie. Abenteuer eines Junggesellen, Herr und Frau Knopp, Julchen. In: Rolf Hochhuth (Hrsg.): Wilhelm Busch, Sämtliche Werke und eine Auswahl der Skizzen und Gemälde in zwei Bänden. Band 2: Was beliebt ist auch erlaubt. Bertelsmann, Gütersloh 1959, S. 148–323.

## Belege